# Imperial, Missouri
Imperial är en ort i Jefferson County i delstaten Missouri, USA.